# 싸우는 사람들
《싸우는 사람들》(프랑스어: Les Combattants)은 2014년 프랑스의 로맨틱 코미디 영화로, 아델 에넬과 케빈 아자이스가 출연했다. 토마 카예 감독의 데뷔작이다. 세자르 영화제에서 데뷔작상, 남자신인상, 여우주연상을 수상했다.

## 출연진
- 아델 에넬 - 마들렌
- 케빈 아자이스 - 아르노 라브레드
- 앙투안 로랑 - 마뉘 라브레드
- 브리지트 로위앙 - 엘렌 라브레드
- 윌리암 레브길 - 그자비에
- 티보 베르뒤카 - 빅토르
- 니콜라 반지츠키 - 슐리페르 중위
- 스테브 티앵치외 - 루이스